# Pier Gerlofs Donia

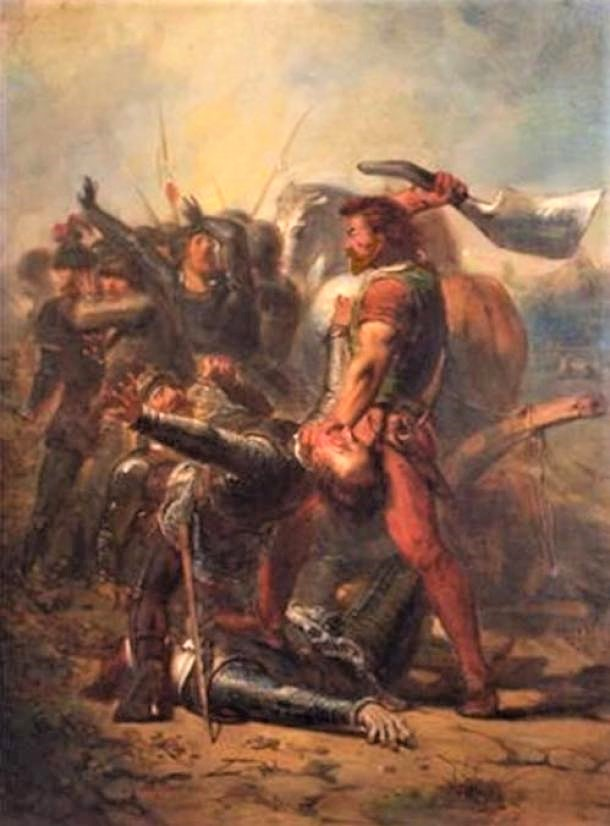

Pier Gerlofs Donia (n. 1480 - d. 18 octombrie 1520) a fost un războinic legendar. El a luptat pentru Frizoni.
Donia a luptat pentru libertatea poporului frizon și este până în ziua de azi văzut ca un erou legendar în Frislanda, Țările de Jos. Era un om înalt și puternic, și își purta întotdeauna sabia.  A luptat mereu pentru libertatea poporului său, însă nu și-a putut realiza scopul.